# Laura Troubridge
Laura Elizabeth Rachel Troubridge, aussi connue sous le nom de Laura Hope, née en septembre 1858 à Chiswick et morte le 15 mars 1929, est une chroniqueuse, épistolière, artiste et illustratrice britannique.
Artiste professionnelle issue d'un milieu aristocratique, elle est connue pour ses portraits de la reine Victoria et de sa famille, et ses peintures d'enfants et de sujets féeriques, généralement à l'aquarelle et au pastel. Ses illustrations de livres sont admirées par Oscar Wilde et Lewis Carroll. En 1966, ses journaux qui donnent un aperçu de la vie victorienne sont publiés, et en 2000 sa correspondance avec son fiancé pendant la période de leurs fiançailles est publiée.

## Biographie

### Premières années
Laura Elizabeth Rachel Troubridge naît en 1858 à Chiswick dans le comté de Middlesex. Elle est baptisée le 16 septembre 1858 dans l'église de Turnham Green à Hounslow. Elle est l'aînée des sept enfants de Sir Thomas Troubridge et Louisa Gurney. Son frère Thomas Herbert Cochrane Troubridge, 4e baronnet de Troubridge épouse Laura Gurney, Lady Laura Troubridge. Son frère l'amiral Ernest Charles Thomas Troubridge épouse Una Vincenzo.
En 1867, ses parents meurent à quelques semaines d'intervalle et, orphelins, elle et ses frères et sœurs vont vivre à North Runcton Hall dans le comté de Norfolk avec leur grand-père, Daniel Gurney. Les sœurs de son grand-père, parmi lesquelles Elizabeth Fry, tiennent des journaux et inspirent Laura Troubridge à en tenir elle aussi à partir de 1873. Elle vit avec son grand-père jusqu'en 1880.

### Mariage
Elle se fiance à Adrian Charles Frances Hope en 1884. Le jeune couple ne peut pas se marier en raison des difficultés d'Adrian à trouver un emploi susceptible de les faire vivre tous les deux. Ils entretiennent une correspondance presque quotidienne. Dans leurs lettres, ils se parlent de rencontres publiques et privées à Londres, à Norfolk et au-delà. Par exemple, après un dîner chez Mary Molesworth, son fiancé lui écrit : « Mme Molesworth m'a exhorté et à tout envoyer en l'air à vous épouser immédiatement ».
Ils se marient en 1888. À partir de ce moment, elle est fréquemment appelée Mme Adrian Hope. Pendant les premières années de leur mariage, ils vivent à Bradgate House à Ratby. Après la restauration de l'église Saint-Philippe et Saint-James, ils font don d'un « bel aigle-lutrin en laiton » et insère trois vitraux dans le chœur « aux frais de M. Adrian Hope ». Hope obtient un poste de Secrétaire du Great Ormond Street Hospital et en 1892 ils achètent More House, 34 Tite Street, quartier de Chelsea à Londres, dans laquelle la famille Hope-Nicholson continue à vivre pendant un siècle. Tite Street est à l'époque une plaque tournante de l'activité artistique et littéraire : y habitent Oscar Wilde, James McNeill Whistler, Dante Gabriel Rossetti et Edward Coley Burne-Jones.

### Oscar Wilde
Le cousin de Laura Troubridge, Cressie, est étudiant au Madgalen College d'Oxford et camarade d'Oscar Wilde. En échange d'une rencontre avec Sarah Bernhardt organisée par Oscar, Cressie lui présente ses cousines Troubridge. Lorsque Laura Troubridge rencontre Oscar Wilde, elle écrit dans son journal : « Je suis tombée terriblement amoureuse de lui, je l'ai trouvé tout à fait charmant ». Elle est une invitée régulière des tea parties d'Oscar et Frank Miles, qu'elle trouve « très amusantes » : « À la National Gallery… j'ai rencontré Tardy et nous sommes allés ensemble prendre le thé chez Oscar Wilde - très amusant, beaucoup d'obscurs hommes "intenses", tellement différents, qui nous amusèrent énormément ». Oscar admire les talentueuses sœurs Troubridge et son poème « Wasted Days (from a picture painted by Miss V. T.) » (dont il change le titre en 1881 en « Madonna Mia ») est inspiré par une peinture sur carreaux d'un jeune garçon réalisée par la sœur de Laura, Violet.
Laura Troubridge et son mari deviennent les tuteurs de Cyril Holland et Vyvyan Holland, les fils de Constance Lloyd et Oscar Wilde après que celui-ci soit condamné à la prison pour « outrage à la pudeur » en 1895. Dans la pièce de théâtre Oscar Wilde's Wife de 1997 jouée au Théâtre Odyssey et écrite par Ronda Spinak, Laura Troubridge est jouée par Stacy Rukeyser.

### Procès du Dr Collins
En 1898, elle est témoin lors du procès du Dr Collins pour le meurtre de Mme Uzielli.
Laura Troubridge atteste que Collins « lui a une fois sauvé la vie » et qu'elle était la « cause non blamâble » de l'accusation de meurtre de Collins car c'est elle qui lui a présenté Mme Uzielli. Mme Uzielli était tombée enceinte et ne voulait plus d'enfants, alors elle s'est tournée vers son Laura Troubridge, qui la connaissait intimement depuis près de deux ans. Laura Troubridge, qui avait été un patient de Collins, a suggéré à Mme Uzielli de le consulter car il était bien connu dans son entourage comme expert en avortement. Laura Troubridge a écrit une note au Dr Collins lui demandant un rendez-vous pour Mme Uzielli.
Le Dr Collins a alors avorté Mme Uzielli, qui est morte peu après d'une péritonite. Le jury reconnait le Dr Collins coupable d'homicide involontaire.

### Dernières années
Le mari de Laura Troubridge meurt en 1904 après une opération de l'appendicite. Ils ont deux filles. L'année suivante, leur fille cadette, Esme, meurt à l'âge de 7 ans de la diphtérie. Laura et sa fille aînée, Jacqueline, doivent vivre avec des « moyens très réduits » : Laura Troubridge déménage à Beaulieu, dans le Hampshire, où vivent son frère et sa famille. En 1915, elles retournent à More House où Laura Troubridge vit pour le reste de sa vie. Sa fille épouse Hedley Hope-Nicholson à Londres en 1916.
Ses intérêts et ses talents ne se limitent pas au dessin et à la peinture. Elle s'implique activement dans le théâtre amateur, tout comme sa sœur et sa fille. En 1891, Laura Troubridge et Mme Sterling donnent un concert au Royal Opera House de Leicester, dans le but de collecter des fonds pour l'hôpital et le dispensaire pour enfants : « Le programme était long et attrayant et comprenait, outre la musique vocale et instrumentale, quelques récitations intelligentes des Mademoiselle Webling ». Elle écrit des pièces de théâtre, telles que The Enchanted Wood, des poèmes et de la musique manuscrite. Elle fait partie du comité exécutif et du comité vestimentaire du Chelsea Historical Pageant. En 1909, elle et Lady Helen Forbes organisent une matinée au Court Theatre au profit de la All Saints Mission de Pentonville. Le programme du spectacle comprend deux pièces écrites par Troubridge : The Orange Tree et The Cunning of Pat.
Elle meurt à l'âge de 71 ans, à Chelsea le 15 mars 1929. Quelque temps après sa mort, les maisons de Tite Street sont renumérotées et l'adresse de More House passe du numéro 34 au 52 Tite Street.
En 1966, ses journaux sont publiés sous le titre : Life Amongst the Troubridges : Journals of a Young Victorian, 1873-84. Sa correspondance avec Adrian Hope est publiée à titre posthume sous le titre : Letters of Engagement, 1884-1888 : The Love Letters of Adrian Hope and Laura Troubridge.

## Carrière
Laura Troubridge montre une aptitude et une passion précoces pour le dessin et la peinture et devient une portraitiste et une illustratrice réputé. Son succès est comparé à celui de son amie, Mary Louisa Molesworth. Mary Sebag-Montefiore la décrit :
« Elle était une artiste professionnelle issue d'un milieu aristocratique, elle avait peint les enfants de la famille royale, illustré l'un des livres de Mme Molesworth et mené une vie conjugale mondaine et bien remplie ».
Ses œuvres sont signées : Laura Troubridge, Laura Trowbridge, Laura Elizabeth Rachel Troubridge, Laura Hope, Laura Elizabeth Rachel Hope, Laura Troubridge Hope, Mme Adrian C. Hope, ou Mme Adrian Hope.

### Artiste
Elle est une aquarelliste et une pastelliste, et elle expose dans les principales galeries londoniennes. Elle est connue pour ses portraits de la reine Victoria et de sa famille, ainsi que pour ses illustrations de contes de fées. Au revers de deux pastels de Laura Troubridge, Margaret et Wanderers se trouve une même coupure de journal.
La coupure de journal au verso indique qu'elle a étudié la peinture à Londres, recommandée par John Millais, et a travaillé dans l'atelier de M. Cope. Elle a exposé à la New Gallery, à la Dudley Gallery et à d'autres expositions. Il indique également qu'elle était membre de la Pastel Society et a peint entre 700 et 800 portraits, dont deux de la reine d'Espagne enfant, Margaret et Patricia les filles du duc de Connaught et de sa femme la duchesse Louise-Marguerite de Prusse, à Osborne House en 1891 pour être présentés à la reine Victoria, et deux portraits de la reine Mary en 1903.

Elle est autodidacte et une commande de vingt-deux portraits des petits-enfants de la reine Victoria fait instantanément sa réputation artistique. Au cours des années 1893-1901, elle est exposée à la Dudley Gallery et à la New Gallery, et est membre de la Society of Women Artists et de la Royal Society Portrait Painters. Lors d'une exposition-vente au profit de trois œuvres caritatives pour femmes, tenue en 1896 dans la maison de Reuben David Sassoon, Laura Troubridge offre un pastel « d'un travail délicat » intitulé L'Enfant Prodigue. Pour une revue d'une exposition tenue en 1903, The Guardian commente :
« Dans la Groves Gallery, Mme Adrian C. Hope a un certain nombre d'œuvres au pastel intitulées Friends and Fancies. Les amis sont de jolis enfants dont la joliesse ne perd rien entre les mains de l'artiste. Les fantaisies sont principalement inspirées des comptines, et elles sont empreintes d'un charme soigné et fantaisiste qui anime leur dessin quelque peu arbitraire ».
Elle retranscrit dans ses journaux (1873-1884) son processus de création de carreaux décoratifs et de cartes de Noël. En 1882, le Magazine of Art rapporte que « les éditeurs de cartes de Noël ont produit de beaux spécimens cette année… Laura Troubridge utilise un nouveau médium dans ses dessins japonais avec de l'or et des couleurs sur gélatine. Ses enfants au pays des merveilles sont également très beaux ». En 1891, W. A. Mansell & Co. annonce qu'ils réinventent les cartes de Noël, passant de « simples cartons fragiles avec des citations éculées » à « des objets de conception, d'exécution habile et de style littéraire ». L'année suivante, le British Trade Journal écrit sur le succès de cette nouvelle conception et note que « l'entreprise ne s'est épargné aucun problème ni coût pour se procurer de nouveaux modèles d'artistes bien connus... nous remarquons un certain nombre de charmants croquis de Mlle Laura Troubridge imprimés en rouge et d'or et de couleurs ».

### Illustratrice
Oscar Wilde admire les talentueuses « sœurs Troubridge ». En 1886, lorsqu'il écrit son deuxième conte de fées The Selfish Giant, il l'envoie à Laura Troubridge dans l'espoir qu'elle en réalise les illustrations.
Lewis Carroll est également impressionné par les talents de Laura Troubridge. Il écrit en 1893 à Emily Gertrude Thomson :
« Possédez-vous Little Thumb illustré par Miss Laura Troubridge ? Si ce n'est pas le cas, laissez-moi vous en donner une copie. Les figures d'enfants sont si belles que je suis sûr que vous aimeriez les avoir ».
Les 10 dessins au trait pleine page de Laura Troubridge sont inspirés par le mouvement pictural préraphaélite. L'Anthenaeum les décrit comme étant « de très bon goût et d'un joli coup de crayon » et The Art Journal déclare que Little Thumb est « élégamment illustré ».
En 1894, Lewis Carroll écrit à son éditeur Macmillan pour vanter les mérites de Laura Troubridge. Après avoir mentionné Little Thumb, il écrit : « Une autre de ses oeuvres est The Little Mermaiden : cela ne donne pas une si bonne idée de son talent, car elle a dessiné les illustrations deux fois, et le livre publié n'est pas le meilleur ensemble. Le meilleur ensemble apparaît dans un magazine (le English Illustrated Magazine) ». Dans la même lettre, Lewis Carroll recommande les illustrations inédites de Laura Troubridge pour The Queen of Hearts, mais Macmillan ne les publie pas.
À cette époque, Lewis Carroll emprunte un portefolio des oeuvres de Laura Troubridge et le montre à ses amis. Lewis Carroll écrit dans son journal : « Lily et Mabel Widdell, avec leur frère Chester, sont venus prendre le thé et ont vu les dessins » et « M. Toms a dîné avec moi et a vu "son" portefeuille de dessins ».
Les illustrations de Laura Troubridge dans The Child Elves, un conte de fées inspiré d'Alice au pays des merveilles, sont décrites par The Guardian comme témoignant « d'une fantaisie gracieuse, délicate et inventive, bien que son dessin trahisse peu un manque de fermeté ».

### Chroniqueuseetépistolière

#### Life Amongst the Troubridges, 1873-1884
Laura Troubridge commence son journal à l'âge de 15 ans. Elle a l'oeil pour percevoir l'absurde des situations qu'elle vit ou observe, et fait le récit de sa vie avec beaucoup d'humour. Ses journaux donnent un merveilleux aperçu de la vie victorienne. Elle écrit sur sa vie de famille et fait le portrait de ses proches, gouvernantes et tuteurs. Ses journaux consignent les débuts de sa carrière d'artiste et elle les illustre de ses propres dessins. Elle décrit des pique-niques et des excursions, des séjours dans des maisons de campagne, des visites à Londres et enfin ses fiançailles.

#### Letters of engagement, 1884-1888
La correspondance entre Laure et Adrian Hope lors de leurs fiançailles est pleine de termes affectueux. Elle contient souvent des marques d'affection comme des fleurs séchées, des coupures de journaux ou des dessins. Mais le couple n'est pas toujours d'accord et ils ont deux désaccords importants. Le premier lorsque le cousin germain d'Adrian est arrêté pour ses actions en faveur des chômeurs lors de l'émeute du Dimanche sanglant à Trafalgar Square en 1887. Le seconde lorsqu'Adrian, charge de remettre certaines des illustrations de Laura Troubridge à un éditeur londonien, les oublie dans un taxi. Elles ne sont jamais retrouvées. Laura Troubridge rassemble leurs « lettres de fiançailles » et les classe par date afin de former un dialogue continu.

## Œuvres

### Illustrations
- Little Thumb. A Fairy Story, par Hans Andersen (illustré par Laura Troubridge), 1883
- The Child Elves. A fairy tale, par M. L. (illustré par Laura Troubridge), 1888
- The Old Pincushion; or, Aunt Clotilda's Guests, par Mrs. Molesworth (illustré par Mme Adrian Hope (Laura Troubridge)), 1890
- The Little Mermaid. The Story of the Mermaiden, adapté de l'allemand de Hans Andersen, by E. Ashe (illustré par Mme Adrian C. Hope (née Laura Trowbridge)), 1891
- Eileen's Journey: History in Fairyland par Ernest Arthur Jelf (illustré par Mme Adrian Hope), 1896
- Daddy's boy, par L. T. Meade (illustré par Laura Troubridge), 1898
- The Book of Cottage Hopton, par Laura Troubridge Hope, 1904
- The Sparrow with One White Feather by Lady Ridley (illustré par Mme Adrian Hope), 1905

### Pièces de théâtre
- The Enchanted Wood: ‘Little Comedy In One Act’
- The Orange Tree
- The Cunning of Pat

### Chroniques
- Life Amongst the Troubridges: Journals of a Young Victorian, 1873–1884, 1966

### Lettres
- Letters of Engagement, 1884-1888: The Love Letters of Adrian Hope and Laura Troubridge, 2000

## Crédit d'auteurs
- (en) Cet article est partiellement ou en totalité issu de l’article de Wikipédia en anglais intitulé « Laura Troubridge (diarist) » (voir la liste des auteurs).